# اتفاقية التجارة الحرة بين سلطنة عمان والولايات المتحدة

خريطة توضح موقع البلدين اللذين أبرما هذه الاتفاقية.

بدأت سلطنة عمان عملية تحرير التجارة كجزء من مقتضيات انضمامها لمنظمة التجارة العالمية في عام 2000. وفي 19 يناير 2006 وبعد مفاوضات استمرت سبعة أشهر، وقّعت سلطنة عُمان والولايات المتحدة اتفاقية للتجارة الحرة لتصبح عُمان بذلك خامس دولة عربية تبرم مثل هذه الاتفاقية مع واشنطن بعد الأردن والبحرين والمغرب ومصر. ووقع الاتفاقية عن الجانب العماني وزير التجارة والصناعة، مقبول بن علي سلطان، وعن الجانب الاميركي الممثل التجاري، روب بورتمان.
من الجدير بالذكر أن العلاقة بين سلطنة عُمان والولايات المتحدة قد بدأت بعد أقل من عقدين من استقلال أمريكا وذلك عبر ثاني معاهدة أبرمتها الولايات المتحدة مع دولة عربية، أي معاهدة الصداقة والتجارة المبرمة في عام 1833 بين البلدين.

## بداية المفاوضات حول الاتفاقية
وقد بدأت سلطنة عُمان الجولة الأولى من مفاوضاتها مع الولايات المتحدة لتوقيع اتفاقية تجارة حرة قبل نهاية عام 2005. وأتت هذه المفاوضات بعد أن قامت معظم الدول الخليجية بعقد هذه الاتفاقيات لإزالة الحواجز الإجرائية والجمركية ولتسهيل الصادرات والواردات بينها وبين الولايات المتحدة. أما بالنسبة لسلطنة عُمان فأهمية هذه الاتفاقية تعكسها حجم المبادلات التجارية العمانية الاميركية التي مثلت في عام 2003 مبلغ مليار دولار مسجلة فائضا لصالح سلطنة عمان قيمته 370 مليون دولار.

## المرسوم السلطاني بالتصديق على الاتفاقية
بتاريخ 15 أكتوبر 2006 صدر مرسوم من السلطان قابوس بن سعيد - حاكم عُمان - بالتصديق على اتفاقية التجارة الحرة بين حكومة سلطنة عمان وحكومة الولايات المتحدة الأمريكية، وتضمن المرسوم ثلاث مواد وجاء في المادة الثانية ما نصه: «تطبق أحكام هذه الاتفاقية دون غيرها على الموضوعات الواردة فيها، ولا يسري في شأنها ما يخالفها أو يتعارض معها».

## التوقيع على الاتفاقية من الجانب الأمريكي
وقد وقّع الرئيس الأمريكي جورج دبليو بوش اتفاقية التجارة الحرة بين الولايات المتحدة والسلطنة محولاً إياها إلى قانون نافذ وذلك خلال حفل جرى في البيت الأبيض بواشنطن في سبتمبر 2006. وأشاد بوش باتفاقية التجارة الحرة قائلاً أنها ستمهد الطريق لعمال وشركات البلدين وستفتح أسواقاً إضافية للسلع الأمريكية وستساعد السلطنة على توفير فرص طويلة المدى لمواطنيها وستدفع قدماً بالأهداف المشتركة نحو بناء منطقة تجارة حرة في الشرق الأوسط.

## دخول الاتفاقية حيز التنفيذ
دخلت اتفاقية التجارة الحرة الموقعة بين سلطنة عمان والولايات المتحدة الأمريكية حيز التنفيـذ اليوم الخميس أول أيام عام 2009 وذلك بعد مرحلة طويلة من المفاوضات والمراجعات والإجراءات من قبل الجانبين.

## آثار تطبيق الاتفاقية
في اليوم الأول من تطبيق هذه الاتفاقية تدفقت كافة السلع الاستهلاكية والمنتجات الصناعية بشكل كامل معفاة 100٪ من أي رسوم جمركية. ورأى بعض المراقبون أن إنفاذ هذه الاتفاقية فتح آفاقاً جديدة في علاقات التجارة الثنائية الأمريكية ــ العمانية، مما وسّع من فرص التصدير للشركات الأمريكية والشركات العمانية، كما أتاحت الاتفاقية أيضاً فرصاً جديدة للخدمات، وعلاوة على ذلك وفّرت الاتفاقية إطاراً قانونياً آمناً ومطمئناً للاستثمار، وأتاحت تطبيقاً فعالاً للقوانين المتعلقة بالعمل والبيئة وحماية حقوق الملكية الفكرية.